# 恋人にしてはいけない男の愛し方
『恋人にしてはいけない男の愛し方』（こいびとにしてはいけないおとこのあいしかた、原題：Get Over It）は、2001年に公開されたアメリカ映画。
シェイクスピアの『夏の夜の夢』を基にしている。

## キャスト
- キルステン・ダンスト
- ベン・フォスター
- メリッサ・サージミラー
- シスコ
- シェーン・ウェスト
- コリン・ハンクス
- ゾーイ・サルダナ
- ミラ・クニス
- スージー・カーツ
- エド・ベグリー・Jr
- マーティン・ショート
- カーメン・エレクトラ
- ジョーダン・マドリー
- クリストファー・ジャコー